# 路權
路權是一種相對的權利與權力關係。所有道路使用者均有不同程度使用道路的相對權利與義務。路權沒有絕對的，不論是行人或各種車輛，任何用路者在道路上，都有注意路況並相互禮讓的責任與義務。路權是維持交通順暢與維護交通安全的最高概念。所有的用路者在遵守交通規定的同時，都必須相互尊重彼此的路權以達到順暢交通與保障安全的目的。
廣義的路權概念，指的是用路者包括行人或四輪汽車與兩輪汽車（摩托車）優先使用道路相關設施的權力。這種權力也就是擁有路權的一方可以優先使用道路的權力。
狹義的路權即「優先通行道路的權利」，也稱先行權，指的是現行法令規章對用路者使用道路相關設施時，明確規定誰先誰後的順序與權利。

## 種類
不同交通工具之间的路權可分為3種：
- A型路權：與地面交通完全隔離，例如高速公路、高速鐵路、地鐵、單軌列車、不設置平交道的鐵路。
- B型路權：與地面交通部分隔離，但有優先通行權，例如設有平交道的鐵路、輕軌運輸、公車專用道、公車捷運系統。
- C型路權：與地面交通完全混合，例如公共汽車、有轨电车。

## 机动车路权
通常根据交通标识来判断。优先标志在各国有着不同的表示，但维也纳路标和信号公约签约国（绝大多数欧陆国家）的路标基本相似。
在没有标识的情况下，左驾右行国家遵守右车先行的标准。